# グリエール音楽大学
レインゴリト・グリエール記念キエフ音楽大学（英語: R. Glier Kyiv Institute of Music、公用語表記: Київський інститут музики ім. Р. М）は、ウクライナ・キーウに本部を置くウクライナの音楽大学。19世紀創立、19世紀大学設置。大学の略称はグリエール音楽大学(Glière Music College)。

## 沿革・概要
キーウ最古の音楽大学であり、キーウ出身の作曲家レインゴリト・グリエールの名を冠している。20世紀初頭に、グリエール音楽大学とキエフ音楽院(現在のキエフ音楽アカデミー)に分割された。

## 関係者
1世紀以上にわたる歴史において、ヴラジーミル・ホロヴィッツのような有名な音楽家を輩出している。